# 褐杆状绿菌
褐弧状绿菌（Chlorobium phaeobacteroides）是绿菌科绿菌属的一种细菌。细胞杆状，偶而也稍弯。生长于含硫化氢的滞水中，通常在湖的湖底静水层。

## 词源
种名phaeobacteroides源于希腊语形容词Phaeus（褐色）；希腊语中性名词bakterion(杆)；现代拉丁语形容词 Phaeobacteroides（褐杆状）。